# MBC 뉴스투데이 경남
《MBC 뉴스투데이 경남》은 MBC 경남 TV에서 매주 평일 오전 7시 10분에 방송 중인 경남 지역 아침 종합 뉴스 프로그램이다.

## 개요
MBC 경남 뉴스투데이로 NEW의 주요뉴스롤 읽는다.

## 앵커
| 대수 | 진행자 | 진행자 | 진행 기간                          | 비고              |
| 대수 | 남성   | 여성   | 진행 기간                          | 비고              |
| ---- | ------ | ------ | ---------------------------------- | ----------------- |
| 1대  | 오정남 | 이윤선 | 일자미상 ~ 2015년 6월 19일         | [ 1 ] [ 2 ]       |
| 2대  | 김형신 | 이윤선 | 2015년 6월 22일 ~ 2015년 9월 25일  | [ 3 ] [ 4 ]       |
| 3대  | 김형신 | 윤보리 | 2015년 9월 30일 ~ 2016년 4월 7일   |                   |
| 임시 | 김형신 | 이다솔 | 2016년 4월 11일 ~ 2016년 4월 15일  |                   |
| 4대  | 김형신 | 김지윤 | 2016년 4월 18일 ~ 일자미상         |                   |
| 5대  | 김형신 | 김세희 | 일자미상 ~ 2017년 5월 12일         |                   |
| 6대  | 이상훈 | 김세희 | 2017년 5월 15일 ~ 2017년 6월 30일  |                   |
| 7대  | 김진철 | 김지윤 | 2017년 7월 3일 ~ 일자미상          |                   |
| 8대  | 김형신 | 김지윤 | 일자미상 ~ 2018년 3월 30일         |                   |
| 9대  | 김형신 | 김혜민 | 2018년 4월 2일 ~ 2018년 6월 4일    |                   |
| 10대 | 김용석 | 김혜민 | 2018년 6월 5일 ~ 2018년 6월 15일   |                   |
| 11대 | 최영태 | 김혜민 | 2018년 6월 18일 ~ 2018년 12월 28일 | [ 5 ] [ 6 ] [ 7 ] |
| 임시 | 빈칸   | 김혜민 | 2018년 12월 31일                   |                   |
| 12대 | 백근곤 | 백율희 | 2019년 1월 1일 ~ 2019년 2월 8일    |                   |
| 13대 | 백근곤 | 이다슬 | 2019년 2월 11일 ~ 2020년 5월 15일  | [ 8 ] [ 9 ]       |
| 14대 | 백근곤 | 백율희 | 2020년 5월 18일 ~ 2021년 12월 31일 | [ 10 ]            |
| 15대 | 윤동현 | 이다슬 | 2022년 1월 4일 ~ 2022년 3월 11일   | [ 11 ]            |
| 16대 | 윤동현 | 빈칸   | 2022년 3월 14일 ~ 2023년 4월 28일  | [ 12 ]            |
| 17대 | 백근곤 | 빈칸   | 2023년 5월 1일 ~ 현재              | [ 13 ]            |

## 기상 캐스터
| 대수 | 기상 캐스터        | 진행 기간                           | 비고   |
| ---- | ------------------ | ----------------------------------- | ------ |
| 1대  | 송혜지 기상 캐스터 | 일자 미상 ~ 일자 미상               |        |
| 2대  | 이혜민 기상 캐스터 | 일자 미상 ~ 일자 미상               |        |
| 3대  | 백미란 기상 캐스터 | 일자 미상 ~ 2019년 2월 8일          |        |
| 4대  | 박보경 기상 캐스터 | 2019년 2월 11일 ~ 2024년 12월 19일  |        |
| 임시 | 정민경 기상 캐스터 | 2024년 12월 20일 ~ 2024년 12월 30일 | [ 14 ] |
| 5대  | 정유나 기상 캐스터 | 2024년 12월 31일 ~ 현재             | [ 14 ] |

## 경쟁 프로그램
- KBS 뉴스광장 경남 (KBS 창원 1TV)
- KNN 모닝와이드 (KNN TV)